# Invitel
Invitel este o companie de telecomunicații din Ungaria cu venituri anuale de aproximativ 500 milioane de euro.
Invitel, fostul Hungarian Telephone and Cable Corp. (HTTC), este numărul doi pe telefonie fixă și internet broadband în Ungaria și are operațiuni și în alte țări din regiune, respectiv România, Bulgaria, Slovacia, Slovenia, Serbia și Austria.
Compania deține în România furnizorul de servicii de comunicații Euroweb Romania.
Grupul Invitel deține cea mai mare infrastructură alternativă proprie din Sud-Estul Europei și reunește mărcile Invitel, Memorex și Euroweb.
În septembrie 2010, Invitel a vândut divizia internațională Invitel International AG și subisidiarele acesteia, respectiv At-Invitel GmbH, Invitel International Hungary Kft și Euroweb România, pentru 221 milioane de euro, către Türk Telekom, companie controlată la rândul ei de grupul Saudi Oger.